# Photographe Swiss Press de l'année
Le prix Photographe Swiss Press de l'année (Swiss Press Photographer of the Year) est décerné annuellement par la Fondation Reinhardt von Graffenried depuis 1991.

## Historique
La Fondation Reinhardt von Graffenried, indépendante des éditeurs de presse, a été fondée dans le but de promouvoir le journalisme suisse.
En plus du Swiss Press Photographer of the Year, décerné depuis 1991,, prix propre à la photographie, des catégories On line, Audio, Vidéo et Local « récompensent les professionnels des médias qui ont réalisé des prestations remarquables dans le domaine du journalisme local ou de la photographie de presse en Suisse »,.

## Jury
Pour le prix 2021, le jury pour les photographes était composé de Bernhard Giger (Président), Albertine Bourget, Luc Debraine, Catharina Hanreich, Antonio Mariotti, Catherine Rüttimann, Nicole Spiess.

## Dotations
Un diamant est remis à chacun des gagnants pour leur travail. Les deux gagnants principaux reçoivent chacun 25 000 CHF et les gagnants des catégories On line, Audio, Vidéo et Local reçoivent chacun 15 000 CHF.
Les 2e prix en texte, On line, Audio, Vidéo et Local, reçoivent chacun 3 000 CHF, les 3e prix 1 000 CHF chacun et les gagnants des catégories Swiss Press Photo 3 000 CHF chacun. Le montant total des prix s’élève à 145 000 CHF.

## Liste des lauréats
Liste non exhaustive
- 2003 : Siggi Bucher pour une photo de Roger Federer en larmes après sa victoire au tournoi de Wimbledon[5]
- 2005 : Laurent Gilliéron pour sa série sur la panne générale d’électricité affectant les Chemins de fer fédéraux suisses[6],[7].
- 2011 : Christian Lutz pour son reportage « Pétrole et gaz au Nigéria »[8]
- 2012 : Mark Henley pour un travail sur les banques[9]
- 2013 : Laurent Gilliéron sa série de photos sur l'accident du tunnel de Sierre[10],[6].
- 2014 : Mark Henley pour sa série sur les négociations nucléaires iraniennes[9].
- 2015 : Yvain Genevay pour sa photo d’une famille syrienne, dont la mère enceinte, refoulée par les douaniers suisses, avait perdu un enfant[11].
- 2016 : Niels Ackermann pour ses photos sur les habitants de Slavoutytch, construite à côté de la zone contaminée de Tchernobyl[12].
- 2017 : Zalmaï Ahad ses photos du camp de réfugiés « gigantesque et illégal » de Calais en France[4].
- 2018 : Guillaume Perret pour sa photo d’une femme atteinte d'un cancer du sein[13].
- 2019 : Stefan Bohrer pour sa photo « Sous le charme de la colonne de fumée »[14],[15].
- 2020 : Yves Leresche pour sa photo prise lors de la grève des femmes à Lausanne, le 14 juin 2019[16]
- 2021 : Sarah Carp pour sa photo « Parenthèse » prise pendant le confinement au cours de la pandémie de Covid-19[17],[18]